# Liste du patrimoine immobilier classé de Sivry-Rance
Cette page regroupe l'ensemble du patrimoine immobilier classé de la ville belge de Sivry-Rance.
| Objet                                                                                      | Année de construction / Architecte | Adresse | Section communale | Coordonnées                      | Numéro d’inventaire | Illustration              |
| ------------------------------------------------------------------------------------------ | ---------------------------------- | ------- | ----------------- | -------------------------------- | ------------------- | ------------------------- |
| Chapelle La Haut à Sivry, située sur le domaine public communal, assiette de la route n°8  |                                    |         |                   | 50° 10′ 13″ nord, 4° 10′ 52″ est | 56088-CLT-0001-01   | Image manquanteTéléverser |
| Chapelle Saint-Roch, de Rance                                                              |                                    |         |                   | 50° 08′ 35″ nord, 4° 16′ 14″ est | 56088-CLT-0003-01   | Image manquanteTéléverser |
| Les façades et les toitures de l'immeuble du XVIIe siècle sis Grand Rue n°75 à Sivry-Rance |                                    |         |                   | 50° 08′ 33″ nord, 4° 16′ 26″ est | 56088-CLT-0004-01   | Image manquanteTéléverser |
| Totalité du fournil sis rue d'Eppe, n°8 à Sivry-Rance                                      |                                    |         |                   | 50° 07′ 31″ nord, 4° 12′ 36″ est | 56088-CLT-0005-01   | Image manquanteTéléverser |